# Коротке щасливе життя Френсіса Макомбера
Недовге щастя Френсіса Мекомбера (англ. The Short Happy Life of Francis Macomber, букв. «Коротке щасливе життя Френсіса Макомбера») — оповідання американського письменника Ернеста Гемінґвея, що було опубліковане 1936 року в журналі Cosmopolitan разом з «Снігами Кіліманджаро».

## Персонажі
- Френсіс Макомбер — заможний американець що приїхав з дружиною на сафарі
- Маргарет Макомбер — дружина Френсіса Макомбера
- Роберт Вілсон — професійний мисливець

## Екранізації
- 1947 — фільм Золтана Корда